# Tanit
Tanit, též Tinith či Tinnit, byla hlavní bohyní starověkého Kartága spojovanou s nebesy, plodností a mateřstvím. Byla uctívána také na Maltě, na Sardinii a ve Španělsku, resp. všude, kam dosahoval vliv Kartága nebo se zakládaly jeho kolonie, a je srovnávána s kanaánskou Aštartou. Římané ji ztotožnili se svou bohyní Juno Caelestií. Zmínky o Tanit pochází až z 5. století př. n. l., ale brzy její kult zastínil kult Baala Hammona, který byl snad jejím druhem, hlavního kartaginského boha, a její jméno často uváděno před jeho.
Její kult byl spojen s obětováním dětí a jejím symbolem je takzvaný Tanitin trojúhelník, který se stále používá jako motiv na tetování v severní Africe.

## Galerie

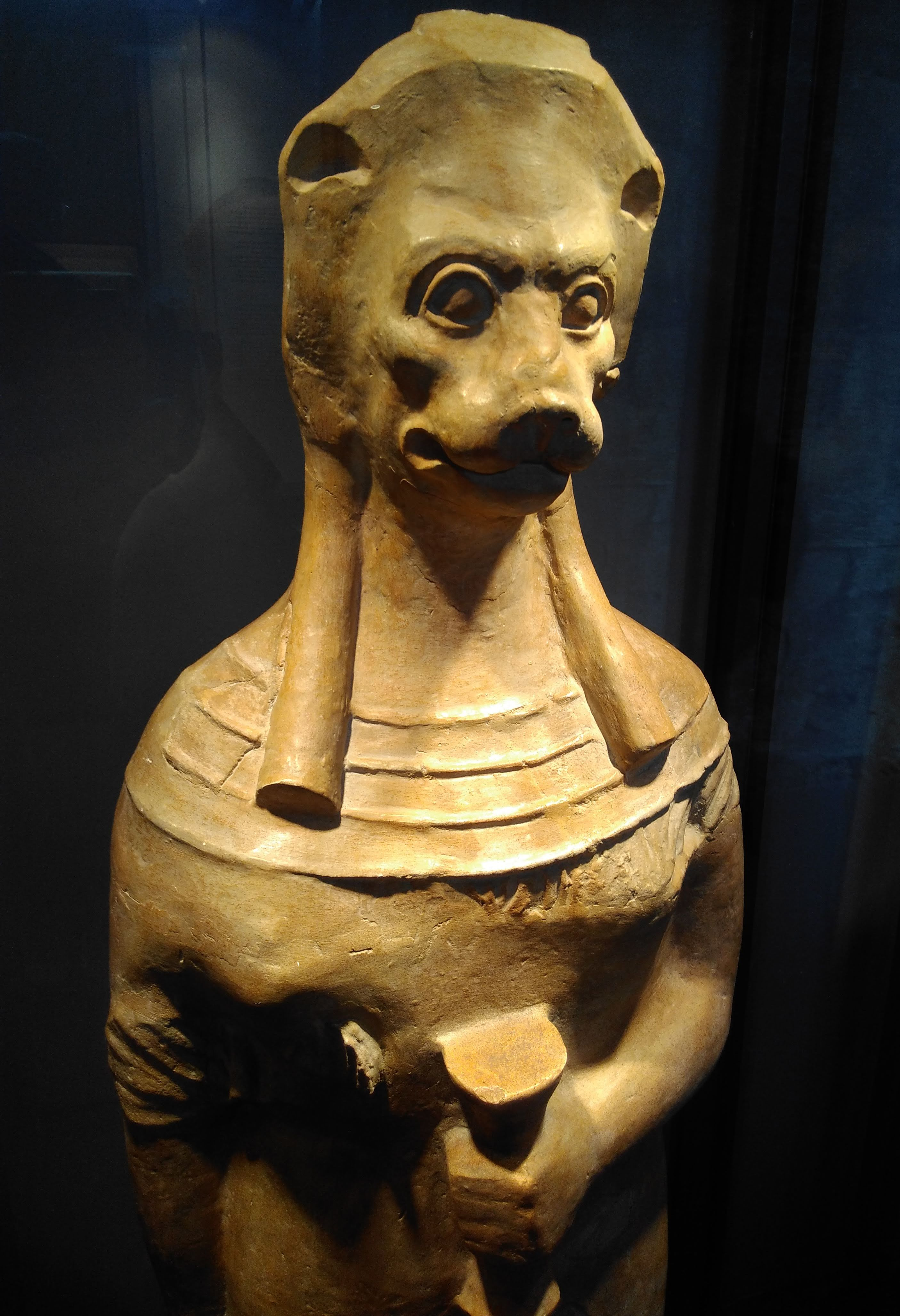
Tanit s lví hlavou
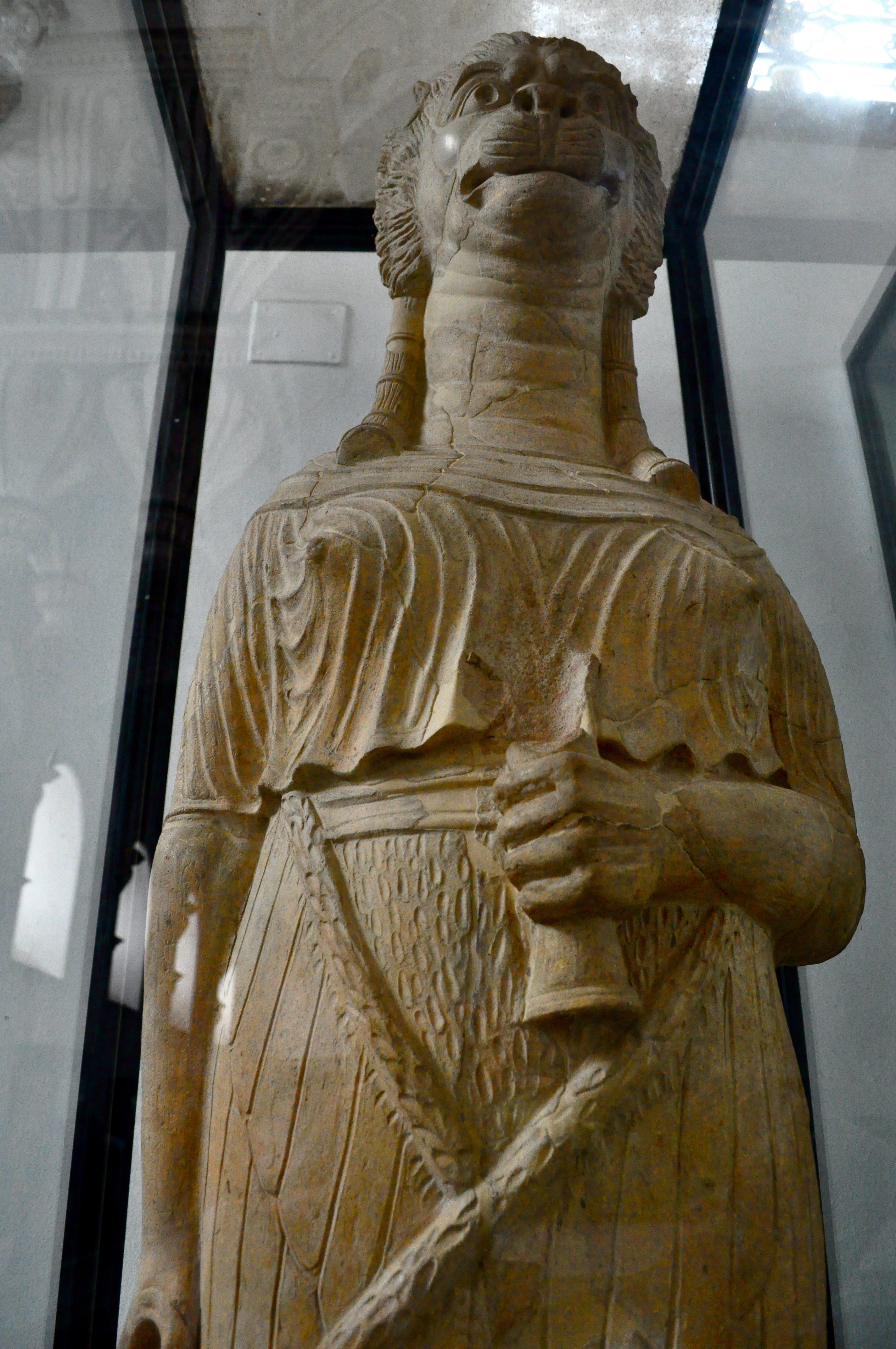
Tanit se lví hlavou
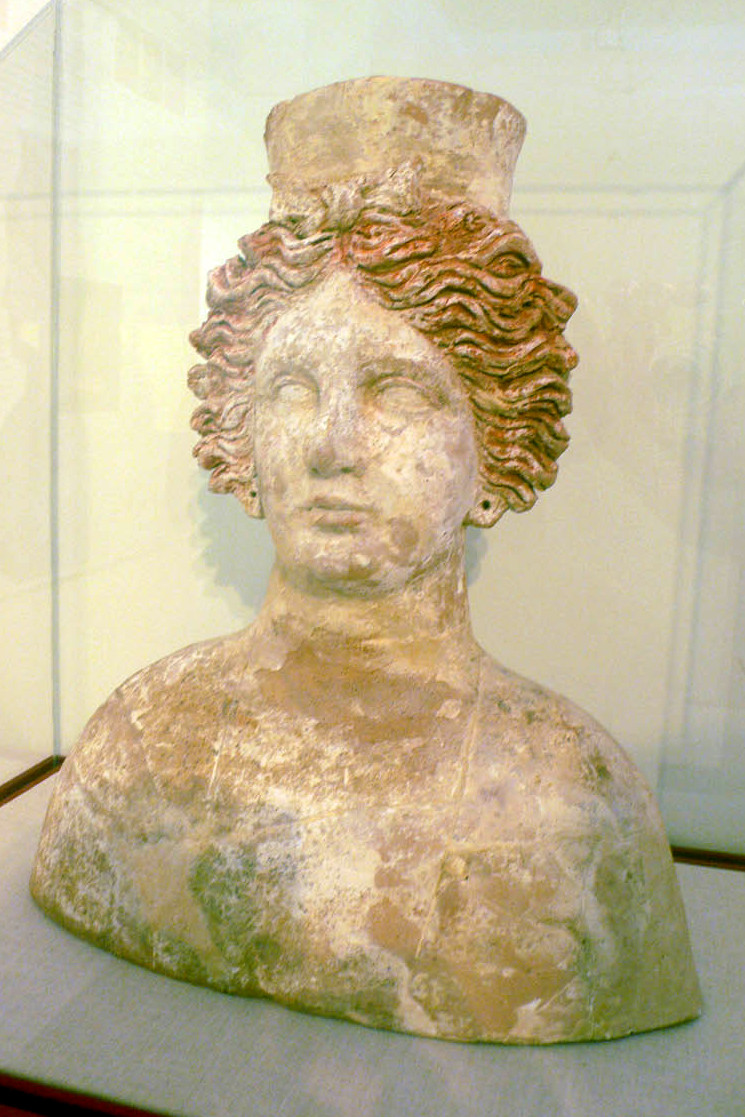
Tanit z ostrova Ibiza
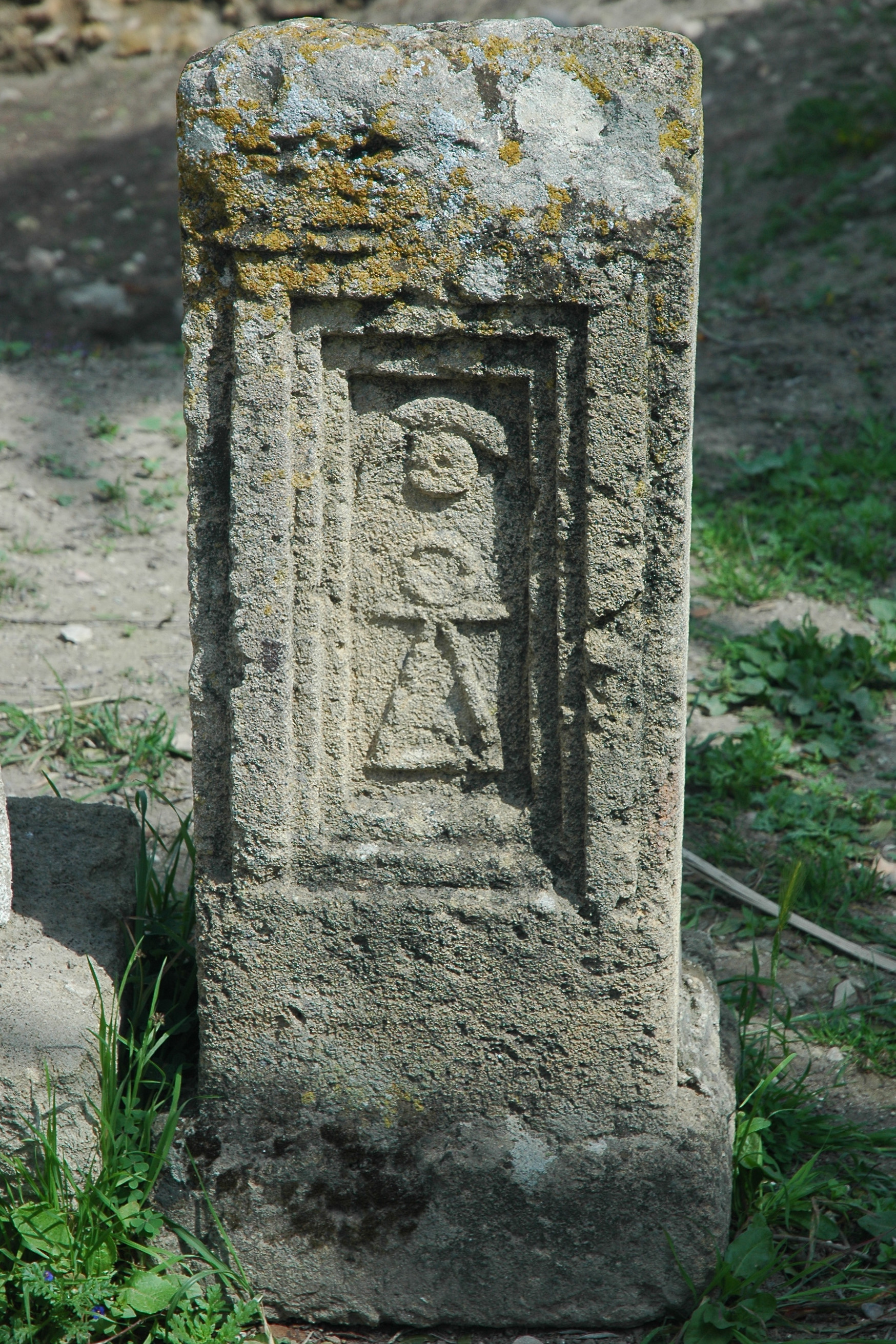
Symbol Tanit na kamenné stéle
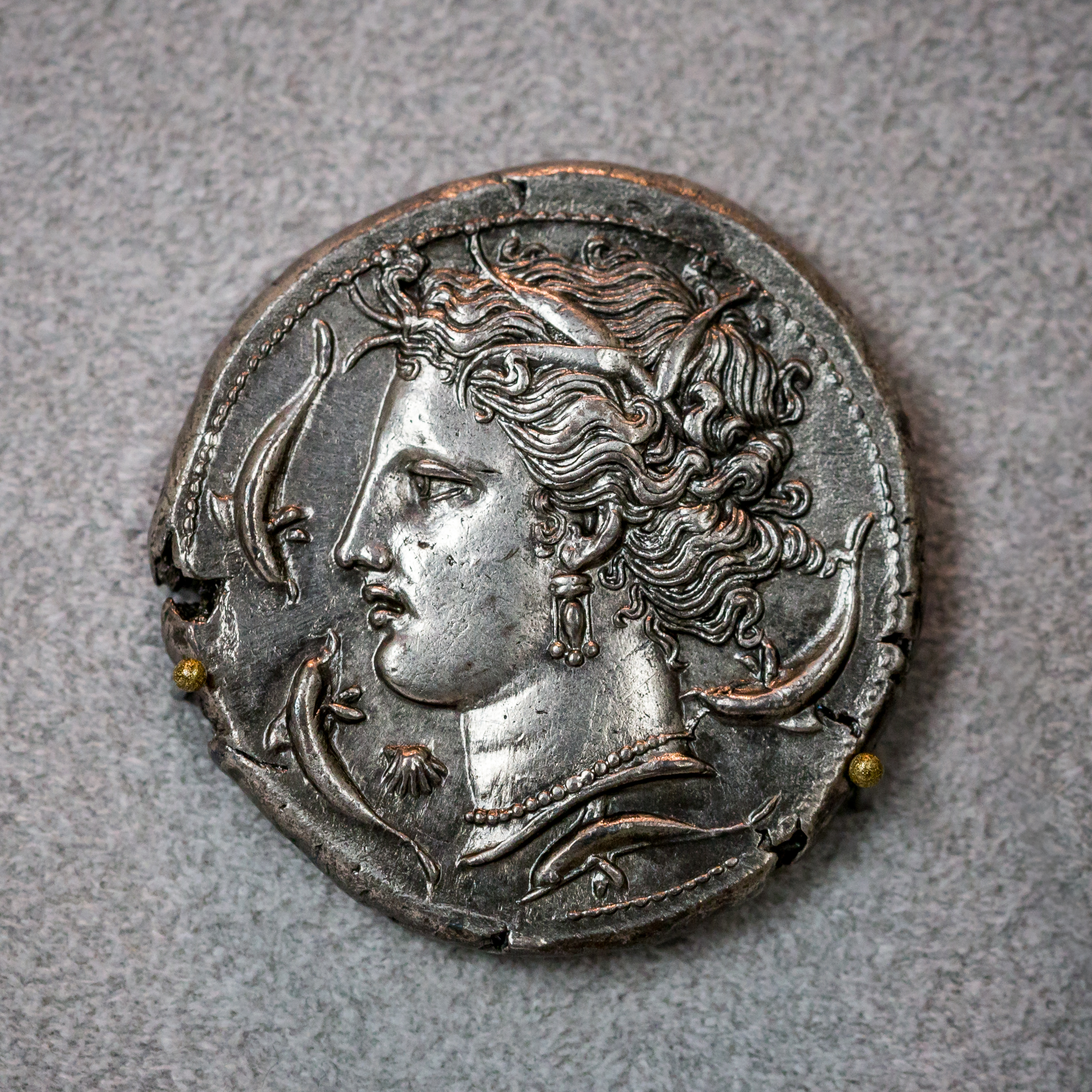
Tanit na punské minci